# Pueblo, Colorado
Pueblo är en stad (city) i Pueblo County i delstaten Colorado, USA. Pueblo är administrativ huvudort (county seat) samt den ort med flest invånare i Pueblo County. Enligt folkräkningen 2010 var invånarantalet 106 595 invånare, vilket gjorde staden till den 267:e största i USA sett till befolkning, samt den nionde största i Colorado. Pueblos storstadsområde har en befolkning på över 160 000 invånare, och utgör en viktig del av det område som kallas Front Range Urban Corridor. 2014 var Pueblo den huvudsakliga staden i det statistiska området Pueblo-Cañon City med 208 000 invånare – därmed det 134:e största statistiska området i USA.

## Beskrivning
Pueblo ligger där Arkansas River och Fountain Creek möts, ungefär 180 kilometer söder om Colorados huvudstad Denver. Området är halvfuktigt ökenland, med ungefär 304,8mm nederbörd årligen. Pueblo ligger i det som ofta kallas "Banana Belt", och får således mindre snömängder än de andra större städerna i Colorado.
Pueblo är en av USA:s mest stålproducerande städer, vilket har lett till att den ofta kallas för "Stålstaden". Av alla större städer i Colorado har Pueblo de lägsta fastighetspriserna. Enligt ett index från 2014 är det USA:s sjätte mest prisvärda stad. Kostnaderna för boende, varor och tjänster, transport, livsmedel och sjukvård är alla lägre än det nationella genomsnittet. 2013 listades Pueblo som en av de bästa platserna att bo på i USA.